# Željko Jovanović

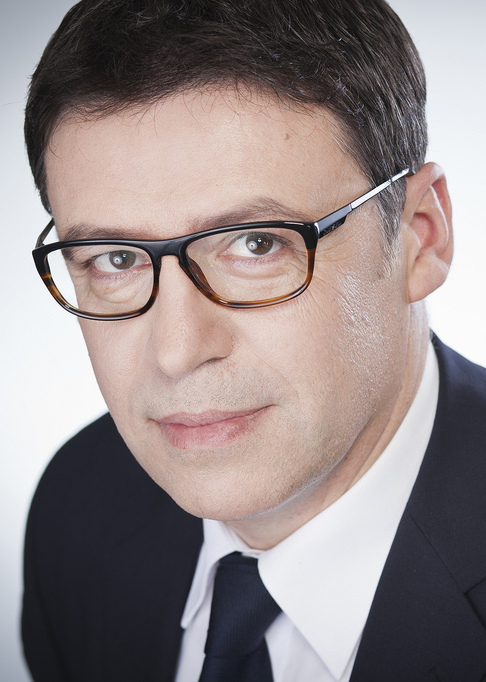
Željko Jovanović (2011)

Željko Jovanović (* 26. November 1965 in Rijeka, Jugoslawien) ist ein kroatischer Politiker (Sozialdemokratische Partei Kroatiens, SDP). Von Dezember 2011 bis Juni 2014 war er Minister für Wissenschaft, Bildung und Sport.

## Leben
Željko Jovanović studierte Medizin und Ökonomie an der Universität Rijeka und promovierte dort 2005 zum dr. med.; er war zunächst als Arzt tätig, von 1997 bis 2006 arbeitete er im Management der kroatischen Filiale von Hoffmann-La Roche, danach für die kroatischen Filialen von General Electric Healthcare und Schering-Plough.
1990 bis 1992 war er Abgeordneter der SDP im Parlament der SR Kroatien. Von 1993 bis 2009 gehörte er dem Gemeinderat von Rijeka an.
Von 2007 bis 2011 war er Abgeordneter des kroatischen Parlaments. Von 2008 bis 2011 war er Präsident des Nationalrates für die Überwachung der Umsetzung der Anti-Korruptions-Strategie des kroatischen Parlaments. Von 2008 bis 2011 gehörte er dem Parteivorstand der SDP an.
In dem seit Dezember 2011 amtierenden Kabinett von Zoran Milanović war er Minister für Wissenschaft, Bildung und Sport; bei einer Kabinettsumbildung im Juni 2014 wurde er durch Vedran Mornar ersetzt.
Željko Jovanović ist ethnischer Serbe und nahm von 1993 bis 1994 als Arzt auf kroatischer Seite am Kroatienkrieg teil.